# فریاد زیر آب
فریاد زیر آب فیلمی ایرانی با بازی داریوش اقبالی است. عنوان فیلم بر اساس ترانه‌ای سروده ایرج جنتی‌عطایی است که در این فیلم با صدای داریوش شنیده می‌شود. کارگردان و نویسندهٔ این فیلم سیروس الوند است.

## داستان
عزت دست‌پاچه (داریوش اقبالی)، جوانی است که به دلیل مشاجره با پدرش بر سر آینده و شغل خود خانه را ترک کرده است. او شب‌ها را در یک تعمیرگاه ماشین می‌گذراند و روزها به دزدی‌های کوچک می‌پردازد. تا اینکه در هنگام دزدیدن ضبط یک ماشین توسط مأموران پلیس مورد تعقیب قرار می‌گیرد و در هنگام فرار وارد یک باشگاه بیلیارد می‌شود که از قضا یکی از دوستان جدیدش مرتضی (بهروز به‌نژاد) نیز آنجاست.
مرتضی به مریم (شهره صولتی)، خواهر دوست صمیمی‌اش عزت، علاقه دارد و عزت به دختری به نام آذر (فرزانه تأییدی) دل بسته است. عزت به تدریج در می‌یابد که آذر زنی معروف است که برای نصیر و افرادش کار می‌کند و نصیر (عنایت‌الله بخشی)، پس از اطلاع از رفت‌وآمدهای عزت و آذر، افرادش را وامی‌دارد تا عزت و مرتضی را تنبیه کنند. مرتضی آذر را با عزت در هتلی روبه‌رو می‌کند، و عزت از او (مرتضی) می‌رنجد. خانواده‌ای به خواستگاری مریم می‌روند و مریم به برادرش اعتراف می‌کند که به مرتضی علاقه‌مند است.
از طرف دیگر آذر از همکاری با نصیر تن می‌زند. نصیر از عزت می‌خواهد که با گرفتن ۲۰هزار تومان آذر را رها کند و عزت وانمود می‌کند که موافق است. او مادر بیمار آذر را در بیمارستان بستری می‌کند و آذر را به جشن ازدواج خواهرش با مرتضی می‌فرستند و خودش به محل کار نصیر می‌رود. عزت در یک درگیری نصیر را از پا درمی‌آورد و با پول‌هایی که از گاوصندوق نصیر سرقت کرده و با تنی زخمی خود را به آذر می‌رساند و در کنار او جان می‌دهد.

## بازیگران

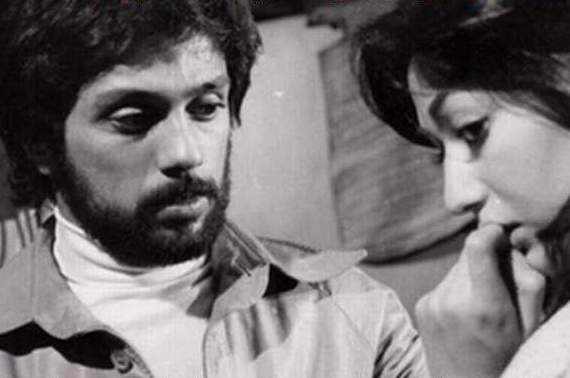
شهره صولتی و داریوش اقبالی در صحنه‌ای از فیلم فریاد زیر آب

فرزانه تأییدی و داریوش در صحنه‌ای از فریاد زیر آب

- داریوش اقبالی
- شهره صولتی
- فرزانه تأییدی
- بهروز به‌نژاد
- کیومرث ملک‌مطیعی
- کیوان خسرومرادی
- هنگامه
- عنایت‌الله بخشی
- ملیحه نصیری
- بهمن زرین‌پور
- اسفندیار ماوندادی
- عباس مختاری
- علی رجبی
- گیتی فروهر
- ذبیح‌الله ذبیح‌پور
- نصرت دستمردی
- علی دهقان
- هوشنگ کریمی
- رضا حاجیان
- اکبر اصفهانی

## متن ترانهٔ پایانی
این شعر سرودهٔ ایرج جنتی‌عطایی است که در این فیلم با صدای داریوش شنیده می‌شود. آهنگساز بابک بیات و تنظیم کننده واروژان است.
| ضیافت‌های عاشق را، خوشا بخشش، خوشا ایثار         |  | خوشا پیدا شدن در عشق، برای گم شدن در یار   |
| چه دریایی میان ماست، خوشا دیدار ما در خواب      |  | چه امیدی به این ساحل، خوشا فریاد زیر آب    |
| خوشا عشق و خوشا خون جگر خوردن                   |  | خوشا مردن، خوشا از عاشقی مردن              |
| اگر خوابم اگر بیدار، اگر مستم اگر هشیار         |  | مرا یارای بودن نیست، تو یاری کن مرا ای یار |
| تو ای خاتون خواب من، من تن خسته را دریاب        |  | مرا هم‌خانه کن تا صبح، نوازش کن مرا تا خواب |
| همیشه خواب تو دیدن، دلیل بودن من بود            |  | چراغ راه بیداری، اگر بود از تو روشن بود    |
| نه از دور و نه از نزدیک، تو از خواب آمدی ای عشق |  | خوشا خودسوزی عاشق، مرا آتش زدی ای عشق      |